# ميت ربيعة الدللا
قرية ميت ربيعة الدللا هي إحدى القرى التابعة لمركز منيا القمح في محافظة الشرقية في جمهورية مصر العربية. حسب إحصاءات سنة 2006، بلغ إجمالي السكان في ميت ربيعة الدللا 5709 نسمة، منهم 2890 رجل و2819 امرأة.

## التاريخ
قرية ميت ربيعة الدللا من القرى القديمة، حيث وردت باسم «منية ربيعة السودا» في أعمال الشرقية ضمن قرى الروك الصلاحي التي أحصاها ابن مماتي في كتاب قوانين الدواوين، كما وردت باسم «منية ربيعة السوداء» في أعمال الشرقية ضمن قرى الروك الناصري التي أحصاها ابن الجيعان في كتاب «التحفة السنية بأسماء البلاد المصرية». وفي العصر العثماني ورد اسم «منية ربيعة السوداء» في التربيع العثماني الذي أجراه الوالي العثماني سليمان باشا الخادم في عصر السلطان العثماني سليمان القانوني ضمن قرى ولاية الشرقية، وفي تاريخ 1228هـ/1813م الذي عدّ قرى مصر بعد المسح الذي قام به محمد علي باشا باسم «ميت ربيعة الدُّللة» ضمن قرى مديرية الشرقية. ويُذكر أن اسم الدُّللة نسبة إلى عائلة من أهلها اسمها عائلة الدليل.